# Симфоническая музыка
Симфони́ческая му́зыка —  музыка, которая рассчитана для исполнения симфоническим оркестром. Это наиболее значительная и богатая сфера инструментальной музыки, которая охватывает и большие многочастные произведения, наполненные сложным идейно-эмоциональным содержанием, так и небольшие музыкальные пьесы.

## Критерии соответствия
Хотя в большинстве случаев симфоническая музыка предназначена для исполнения симфоническим оркестром, но тем не менее симфоническими по своей идейно-содержательной значимости, структуре формообразования и специфике композиционного развития могут быть также и музыкальные произведения, написанные для каких-либо иных составов исполнителей (вплоть до самых малых ансамблей), как и для отдельных солирующих инструментов (например, в случае органных симфоний) или (в случае вокальных симфоний) хоров а капелла.
С другой же стороны, далеко не всякая музыка, написанная или переложенная для исполнения симфоническим оркестром, является по своим внутренним свойствам и качествам музыкой заведомо симфонической.

## Виды симфонической музыки
К произведениям, составляющим обширный репертуар мировой симфонической музыки, могут быть отнесены сочинения самых различных форм и жанров: симфонии, симфониетты, увертюры (в том числе — оперные), сюиты (в том числе — балетные), концерты, симфонические поэмы, фантазии, рапсодии, легенды, каприччио, скерцо, различные симфонические танцы, вариации, попурри и т. д.

## Некоторые нетиповые формы симфонической музыки
Помимо музыкальных произведений, предназначенных для исполнения симфоническим оркестром, а также органных и вокальных симфоний, известны и некоторые другие формы симфонической музыки:
Жан Батист Кардон
- Две концертные симфонии для абобы и струнного квартета (Op. 18, 1787)

Алан Хованесс:
- Симфонии для духового оркестра: No. 4 (Op. 165, 1958), No. 7 — Nanga Parvat (Op. 178, 1959), No. 14 — Ararat (Op. 194, 1960), No. 20 — Three Journeys to a Holy Mountain (Op. 223, 1968), No. 53 — Star Dawn (Op. 377, 1983)
- Симфонии для струнного оркестра: No. 31 (Op. 294, 1977), No. 49 — Christmas Symphony (Op. 356, 1981)
- Симфонии для трубы и струнного оркестра: No. 51 (Op. 364, 1982), No. 64 — Agiochook (Op. 422, 1989—1990)
- Симфония No. 16 — Kayagum, (Op. 202, 1962), для шести корейских инструментов и камерного оркестра
- Симфония No. 17 — Symphony for Metal Оркестра (Op. 203, 1963), для шести флейт, трех тромбонов и пяти ударных
- Симфония No. 23 — Ani (Op. 249, 1972), для большого духового оркестра и духового ансамбля ad libitum
- Симфония No. 24 — Majnun (Op. 273, 1973), для тенора соло, скрипки, хора и камерного оркестра
- Симфония No. 34 (Op. 310, 1977), для басового тромбона и струнного оркестра
- Симфония No. 38 (Op. 314, 1978), для колоратурного сопрано и камерного оркестра
- Симфония No. 39 — Lament (Op. 321, 1978), для гитары и оркестра
- Симфония No. 43 (Op. 334, 1979), для гобоя, трубы, литавр и струнного оркестра
- Симфония No. 57 — Cold Mountain (Op. 381, 1983), для сопрано или тенора соло, кларнета и струнного оркестра
- Симфония No. 58 — Symphony Sacra (Op. 389, 1985), для сопрано и баритона соло, хора и камерного оркестра
- Симфония No. 62 — Oh Let Man Not get These Words Divine (Op. 402, 1987-88), для баритона соло, трубы и струнного оркестра

Авет Тертерян
- Симфония No. 1 для органа, медных, ударных, и бас-гитары (1969)
- Симфония No. 3 для оркестра, дудука и зурны (1975)
- Симфония No. 5 для оркестра, кеманчи и колоколов (1978)

Валерий Гаврилин
- «Перезвоны» (По прочтении В. М. Шукшина), хоровая симфония-действо для солистов, смешанного хора, гобоя, ударных и чтеца (1978—1982).

Александр Рабинович-Бараковский
- «In illo tempore», концертная симфония для двух фортепиано и камерного оркестра (1989).